# Xarchiver
Xarchiver is een datacompressie- en archiveringsprogramma voor Linux en BSD. Het programma wordt onafhankelijk ontwikkeld en is dus niet gebonden aan één bepaalde werkomgeving. Xarchiver is het standaard archiefprogramma van Xfce en LXDE. Deepins archiefprogramma is gebaseerd op Xarchiver.

## Kenmerken
- Ondersteuning voor 7z, statische bibliotheken, APK, ARJ, bzip2, CBZ, compress, CPIO, DEB, EPUB, EXE (zelf-uitpakkende bestanden), gzip, JAR, jsonlz4, LHA, LZH, LRZ, LZ, LZ4, lzma, lzop, mozlz4, OXT, RAR, RPM, tar, XPI, XZ, ZIP en ZSTD;
- Openen van archieven met mimetype-pictogrammen;
- Mogelijkheid om opmerkingen in archieven op te slaan;
- Bestandslijst in een archief exporteren als HTML of txt;
- Knippen, kopiëren, plakken en hernoemen binnen bestandsarchieven;
- Automatische wachtwoorddetectie vav arj-, zip- en rar-bestanden;
- Wachtwoordversleuteling van arj-, zip-, lrz-, rar- en 7z-bestanden;
- Uitvoerbare SFX-bestanden maken van zip-, 7z- en rar-bestanden;
- Tabbladen.

Het frontend maakt gebruik van GTK 2 en 3.